# Tegalan
Tegalan is een bestuurslaag in het regentschap Kediri van de provincie Oost-Java, Indonesië. Tegalan telt 4086 inwoners (volkstelling 2010).